# Валентин Пимстейн
Валентин Пимстейн (на испански: Valentín Pimstein) е чилийски продуцент на мексикански теленовели; пионер в този жанр в мексиканската телевизионна мрежа Телесистема Мехикано, днес Телевиса. Пимстейн заедно с Ернесто Алонсо са първите продуценти на мексикански теленовели.

## Биография
Валентин Пимстейн е роден в руско-еврейско семейство, имащо бизнес със стъкларска фабрика в Барио Бразил в столицата на Чили Сантяго. Любовта му към романтичните и мелодраматични истории е породена от майка му, редовна зрителка на мексиканско кино и слушателка на радионовели. Успоредно с това, в Пимстейн се заражда и влечение към театъра.
След като навършва пълнолетие, в търсене на приключения решава да напусне родината си. Така пристига в Мексико, където през деня работи като асистент-режисьор във филмово студио, а през нощта – в нощен клуб. Там се запознава с Емилио Аскарага Милмо, по онова време собственик на Телесистема Мехикано.
Благодарение на връзките си с киното, Валентин Пимстейн успява да започне работа в тази компания, където създава и продуцира първите мексикански теленовели в началото на 60-те години. Наред с други, продуцира Любовта има женско лице, Светът на играчките, Бедната Клара, Пролетна разпродажба, Отмъщението, Рина, Доменика Монтеро и Вивиана, произведени през 70-те години. С теленовелата Богатите също плачат започва световната популярност на мексиканските теленовели.
В края на 70-те години дебютира като сценарист на теленовели, използвайки псевдонимите Валерия Филипс и Вивиан Песталоси.
През 80-те години лансира актрисите Лусия Мендес, Вероника Кастро, Анхелика Арагон, Едит Гонсалес и Виктория Руфо, които участват в теленовели като Колорина, Соледад, Домът, който откраднах (в тази теленовела главната роля се изпълнява от Анхелика Мария, която по това време има множество успехи в кариерата си), Ванеса, Искрица, Бианка Видал, Амалия Батиста, Звяр, Да живееш по малко, Върховно изпитание, Дивата Роза и Въртележка.
В средата на 80-те години Валентин Пимстейн забелязва режисьорския талант на известната мексиканска актриса Беатрис Шеридан, която става първата жена режисьор в редиците на Телевиса. Малко по-късно предлага режисьорско място и на друга известна мексиканска актриса – Карина Дупрес.
През 90-те години продуцира теленовелите Просто Мария, Палавата мечтателка и Мария Мерседес. През 1994 г. заема поста вицепрезидент на теленовелите в Телевиса, като ръководи работата на млади продуценти, някои от които днес заемат високи позиции в компанията – Хуан Осорио, Педро Дамян, Анджели Несма Медина, Хосе Алберто Кастро, Вероника Пимстейн (негова дъщеря), Лусеро Суарес, Марта Патрисия Лопес де Сатарайн, Салвадор Мехия Алехандре, Никандро Диас Гонсалес и Игнасио Сада Мадеро. През същото време заема и длъжността съветник в президентството на телевизионния консорциум.
С позициите си Валентин Пимстейн се опитва да привлече популярни чилийски писатели и сценаристи за теленовелите на компания Телевиса като Хосе Доносо, Антонио Скармета и Серхио Воданович. Плановете му обаче се провалят през 1997 г., след като е принуден да напусне високите си постове в компанията, след смъртта на Емилио Аскарага Милмо и последващото пристигане на новото ръководство в компанията, с което има разногласия по различни въпроси.
От този момент до смъртта си той редува пребиваването си между Чили, САЩ и Испания. Умира в Сантяго на 27 юни 2017 г.

## Семеен живот
През 1964 г. Валентин Пимстейн се запознава с Виктория Ратиноф и същата година двамата се женят. Имат три деца – Виктор, Вероника и Вивиана.

## Филмография

### Изпълнителен продуцент

#### Теленовели
- Мария Мерседес (1992/93)
- Американска въртележка (1992)
- Палавата мечтателка (1991)
- Просто Мария (1989/90)
- Въртележка (1989/90)
- Дивата Роза (1987/88)
- Върховно изпитание (1986)
- Да живееш по малко (1985/86)
- Изгубени години (1985)
- Щастливи години (1984/85)
- Принцеса (1984/86)
- Гуадалупе (1984)
- Звяр (1983/84)
- Амалия Батиста (1983/84)
- Бианка Видал (1982/83)
- Искрица (1982/83)
- Остави ме да живея (1982)
- Ванеса (1982)
- Домът, който откраднах (1981)
- Пелусита (1980/81)
- Соледад (1980/81)
- Амбиция (1980)
- Сандра и Паулина (1980)
- Колорина (1980/81)
- Вероника (1979/80)
- Съдия Х. Х. (1979/80)
- Богатите също плачат (1979/80)
- Черни сълзи (1979)
- Небето е за всички (1979)
- Вивиана (1978/79)
- Мама Кампанита (1978)
- Доменика Монтеро (1978)
- Дребни хора (1978)
- Мария Хосе (1978)
- Счурената кукла (1978)
- Рина (1977/78)
- Булчински марш (1977/78)
- Унижение и оскърбление (1977)
- Отмъщението (1977)
- Сестра ми (1976/77)
- Пролетна разпродажба (1975/76)
- Бедната Клара (1975)
- Светът на играчките (1974/77)
- Винаги ще има утре (1974)
- Пристигнала е натрапница (1974/75)
- Непознат в града (1974)
- Моят съперник (1973)
- Тези, на които Бог помага (1973)
- Почитаемият господин Валдес (1973/74)
- Да обичаш ближния си (1973)
- Тук е Фелипе Рейес (1972)
- Любовта има женско лице (1971/73)
- Колекцията (1971)
- Мариачи (1970)
- Кръстопът (1970)
- Йесения (1970/71)
- Черни ангели (1970)
- Котката (1970/71)
- Вериги на болка (1969)
- Семейството (1969)
- Росарио (1969)
- Молитва по пътя (1969)
- Руби (1968)
- Любовен кръст (1968)
- Изгубено сърце (1968)
- Мариана (1968)
- Аурелия (1968)
- Чучо (1968)
- Ангел в калта (1967)
- Несигурност (1967)
- Четвъртата заповед (1967)
- Обсебване (1967)
- Жертвите (1967)
- Узурпаторът (1967)
- Тъга по миналото (1967)
- Анита де Монтемар (1967)
- Херцогинята (1966)
- Среща със славата (1966)
- Идолът (1966)
- Световъртеж (1966)
- Бунтът на Лупе Рейес (1966)
- Мария Исабел (1966)
- Сеялката (1965)
- Корона от сълзи (1965)
- Вечно твоя (1964)
- Център за спешна помощ (1964)
- Пабло и Елена (1963)
- Майки егоистки (1963)
- Вината на родителите (1963)
- Сервитьорката (1963)
- Тайната (1963)
- Професор Валдес (1962)
- Елена (1961)
- Гутиеритос (1958)

#### Филми
- The Living Idol (1957)
- Las tres pelonas (1958)
- Vivir del cuento (1960)
- Bala perdida (1960)
- Napoleoncito (1964)

### Сценарист

#### Като Валерия Филипс
- Маримар (1994)
- Затворничка на любовта (1994)
- Американска въртележка (1992)
- Палавата мечтателка (1991)
- Просто Мария (1989/90)
- Въртележка
- Бедната госпожица Лимантур (1987)
- Бедна младост (1986)
- Върховно изпитание (1986)
- Изгубени години (1985)
- Щастливи години (1984/85)
- Амалия Батиста (1983/84)
- Бианка Видал (1982/83)
- Втора част на Ванеса (1982)
- Милост от любов (1981)
- Домът който откраднах (1981)
- Пелусита (1980)
- Сандра и Паулина (1980)
- Средна част на Богатите също плачат (1979/80)

#### Като Вивиан Песталоси
- За цял живот (1996)
- Бедната богата девойка (1995)
- Мария от квартала (1995/96)
- Мария Мерседес (1992)
- Дивата Роза (1987/88)
- Да живееш по малко (1985/86)
- Принцеса (1984/86)
- Звяр (1983/84)
- Искрица (1982/83)
- Първа част на Ванеса (1982)
- Игри на съдбата (1981/82)
- Соледад (1980/81)
- Segunda parte de Колорина (1980)
- Амбиция (1980)
- Вероника (1979)

## Награди и номинации
Награди TVyNovelas
| Година | Категория            | Теленовела         | Резултат  |
| ------ | -------------------- | ------------------ | --------- |
| 1993   | Най-добър екип       | Мария Мерседес     | Номиниран |
| 1990   | Най-добра теленовела | Просто Мария       | Номиниран |
| 1986   | Най-добра теленовела | Да живееш по малко | Номиниран |
| 1985   | Най-добра теленовела | Амалия Батиста     | Номиниран |